# Vojtěch Veselý
Vojtěch Veselý (19. dubna 1885, Kolín – 7. prosince 1971, Kolín) byl československý krasobruslař.
Na Zimních olympijských hrách 1928 skončili v závodě sportovních dvojic se svou manželkou Libuší Veselou na 12. místě. V roce 1934 skončili na mistrovství Evropy na 10. místě. Na mistrovství Československa získali s manželkou pětkrát mistrovský titul v soutěži sportovních dvojic.